# Chiesa dei Santi Gervasio e Protasio Martiri (San Gervasio Bresciano)
La chiesa dei Santi Gervasio e Protasio Martiri, anche semplicemente nota come chiesa dei Santi Gervasio e Protasio, è la chiesa parrocchiale di San Gervasio Bresciano, in provincia e diocesi di Brescia; fa parte della zona pastorale della Bassa Centrale Ovest.

## Storia
Nel Basso Medioevo la chiesa parrocchiale del centro abitato, citata per la prima volta nel 1303, era dedicata a Sant'Antonio e situata dove oggi è presente il parco della Rimembranza; come anche le chiese parrocchiali di Alfianello e di Seniga, dipendeva dalla Pieve di Pontevico. La preesistente struttura fu ricostruita nel 1516 su volontà del generale della Repubblica di Venezia Pietro Longhena.
Per fare fronte alla crescita della popolazione, agli inizi del XVII secolo si optò per la costruzione di una nuova chiesa parrocchiale, più grande della precedente che fu abbattuta per reperire i materiali da costruzione del nuovo luogo di culto. Sul posto dell'antica chiesa parrocchiale, nel 1661 fu costruita una piccola cappella, dal cui ampliamento agli inizi del XVIII secolo sorse la Chiesa del Preziosissimo Sangue, oggi affiancata dal parco della Rimembranza.
La costruzione della nuova parrocchiale, guidata dagli architetti Giovanni Antonio Avanzo e Giovanni Lantana e dedicata ai Santi Gervasio e Protasio, iniziò negli anni 1620 e fu rallentata a causa della peste del 1630. Nello stesso anno era stata completata la prima cappella laterale, dedicata a San Nicola da Tolentino seguirono nel 1633 quella dedicata a Sant'Antonio, titolare della vecchia parrocchiale, nel 1640 quella del Suffragio e infine quella del Santissimo Sacramento; tutte le cappelle, ad eccezione di quella dedicata a Sant'Antonio, sorsero su iniziativa delle omonime confraternite presenti nel paese. Negli stessi anni veniva innalzato il campanile e nel 1636 era stato costruito il primo battistero, posizionato sulla controfacciata, mentre il 18 settembre 1647 avvenne la consacrazione dell'edificio. Successivamente, il 19 agosto 1662 la struttura fu dotata di un portale d'accesso in marmo e tra gli anni 1670 e gli anni 1680 fu aumentata l'altezza del campanile.
Nel 1678, su interessamento del canonico Alfonso Zaniboni, le reliquie dei Santi Gervasio e Protasio, titolari della struttura, giunsero in paese.
Nel corso del XVIII secolo furono costruite due nuove cappelle laterali, quella dei Santi Martiri e quella del Rosario, e, al posto delle finestre lunettate precedentemente situate nelle cappelle laterali, furono aperte le nuove finestre lungo la volta. Sempre nello stesso secolo, la chiesa fu dotata di un organo (1708), sostituito con un nuovo organo a fine secolo, di un nuovo altare maggiore (1750), di una sacrestia (1760) e di nuovi altari in marmo per ogni cappella.
Nel corso del XVIII secolo si segnalano la nuova pavimentazione in cotto (1843), la dotazione dell'organo attuale (1855), la realizzazione dei porticati antistanti gli ingressi laterali (1855 ovest e 1866 est) e i lavori di ampliamento a fine secolo, guidati da Giuseppe Pellini: tra il 1881 e il 1882, la chiesa fu ampliata verso nord con l'ingrandimento del presbiterio e la costruzione della nuova abside, mentre nel 1894 fu realizzata una nuova campata verso la facciata che per l'occasione fu ricostruita. Nel 1897 la chiesa fu affrescata ad opera di Luigi Gainotti e il 18 settembre 1898 fu riconsacrata. Tra il 1939 e il 1940, la chiesa fu nuovamente affrescata ad opera di Giuseppe e Vittorio Trainini e fu realizzato il nuovo altare maggiore, consacrato il 16 novembre 1940 dal Vescovo di Brescia Giacinto Tredici.
Il 13 settembre 1975 la chiesa fu nuovamente riconsacrata e, a partire dal Secondo dopoguerra, si sono succeduti fino ad oggi numerosi interventi di restauro, su tutti quello del 1995 a seguito dello scoperchiamento parziale dell'edificio dovuto a una forte perturbazione. Nel marzo 1998 si consumò un furto all'interno della struttura e la controfacciata fu privata di alcuni quadri del XVIII secolo e di una croce lignea; l'anno successivo, le antiche decorazioni furono sostituite con delle sculture in legno ad opera di Marco Pegoiani.

## Descrizione

### Esterno
La struttura è posta al centro di via IV Novembre, la via principale del centro storico dell'abitato, ed è preceduta da un sagrato rettangolare. Oltre all'ingresso presente sulla facciata, la chiesa è dotata di due ingressi laterali, entrambi porticati. Sul retro della struttura vi è il campanile, che si innalza per venti metri di altezza ed è dotato di cinque campane.
La facciata a capanna è ad opera di Giuseppe Pellini ed è divisa in due registri affiancati da coppie di lesene corinzie e separati da una cornice, ai cui estremi sono poste due statue: uno inferiore, al centro del quale si trova il portale d'accesso, opera di Giovanni Cattanio da Rezzato, e uno superiore, al centro del quale si trova una finestra in vetro colorato raffigurante al centro una croce; sulla sommità della facciata si innalza un frontone triangolare sormontato da una croce in metallo.

### Interno
La controfacciata è affrescata ad opera di Vittorio Trainini con degli angeli e ospita il battistero, decorato da delle sculture in legno ad opera di Marco Pegoiani (1999), in sostituzione delle decorazioni settecentesche scomparse l'anno precedente. Al battistero è collegata la sagrestia che contiene una Natività di Bernardino Campi datata al 1545.
L'interno della chiesa presenta una navata unica sormontata da una volta a botte, che è affrescata e si ripete sia nella campata centrale che in quella delle cappelle laterali, e affiancata da un'alternanza, appunto, di cappelle laterali, tre per lato, e pareti ornate da lesene, culminante nel presbiterio rialzato. La navata, grazie all'intervento di Luigi Gainotti, è inoltre decorata da alcuni medaglioni e dalle lunette poste attorno alle finestre. All'interno della struttura, tra navata e cappelle laterali, sono presenti numerosi putti tardo-ottocenteschi, ad opera di Luigi Gainotti e Francesco Lorenzi, e ulteriori affreschi novecenteschi ad opera dei pittori Fausto Cominelli, Giuseppe Trainini e Vittorio Trainini. Da segnalare inoltre tra i suppellettili è la presenza di due croci astili risalenti, rispettivamente, al XV e al XVII secolo.
All'interno del presbiterio, al quale si accede tramite gli scalini sui quali è scritto 1746-1759 in ricordo alla realizzazione del precedente altare maggiore, ora in marmo di Botticino, oltre a quest'utimo si trova la pala d'altare Sant'Ambrogio che ritrova i corpi dei Santi Gervasio e Protasio (1816), opera di Luigi Basiletti. Ancora, il presbiterio è affiancato da due cantorie, in particolare in quella a sinistra è posto l'organo, realizzato dalla ditta Serassi, è sovrastato da una volta a vela interamente affrescata ad opera di Luigi Gainotti e termina in un'abside sovrastato da un catino absidale, affrescato dal Martirio dei Santi Gervasio e Protasio (1897), sempre figlio dell'intervento ganoittiano.
La navata è affiancata da sei cappelle, ciascuna dotata di un proprio altare in marmo. La cappella di San Nicola da Tolentino è dotata di un altare fatto con numerosi marmi, tra i quali il marmo di Carrara e la Breccia medicea, ad opera di Antonio Taliani; la pala d'altare è San Nicola che intercede per gli ammalati di peste (1640) di Bernardino Gandino, che secondo lo storico Sandro Guerrini è l'opera che più rappresenta la tragedia della peste nel bresciano, con i corpi dei morti illuminati dalla vivida luce di San Nicola. La cappella di San Giuseppe è dotata di un altare in marmo risalente al 1730 e decorato da un medaglione raffigurante, tramite un mosaico a commesso, Sant'Antonio Abate, precedente titolare della cappella, con ai piedi un porcospino e in mano il bastone con la campanella; è inoltre presente una statua in onore dell'attuale titolare San Giuseppe risalente agli inizi del XX secolo. La cappella del Suffragio è dotata di un altare in marmi pregiati risalente al 1730, decorato da La Madonna col Bambino e le Anime del Purgatorio (1650), una pala d'altare ad opera di Pietro Ricchi, oltre che da una soasa lignea realizzata dai marmorini rezzatesi Barbieri e Aiardi nel 1771 e decorata da un medaglione raffigurante Santa Lucia (1882). La cappella del Santissimo Sacramento è dotata di un altare in marmo risalente al 1735, affiancato da una settecentesca soasa in marmo ad opera di Vincenzo Baroncini e decorata dall'Ultima Cena di Antonio Gandino, risalente agli inizi del XVII secolo. La cappella dei Santi Martiri è dotata di un altare in legno realizzato nel 1975 dalla ditta Fiorini, in sostituzione del settecentesco altare in marmo, contenente le reliquie dei Santi Gervasio e Protasio titolari della chiesa e decorato da una settecentesca soasa lignea ad opera di Prospero Calabrese; la pala d'altare I Santi Protettori (1715) è ad opera di Giuseppe Tortelli. La cappella del Rosario è dotata di un altare marmoreo del 1735 decorato da una soasa lignea del 1765 ad opera dei marmorini rezzatesi Barbieri e Aiardi; la cappella è inoltre dotata di una statua ad opera della ditta Poisa.
Dietro all'abside sopravvive tuttora un cimitero coperto risalente alla fine del XVII secolo, inglobato nella struttura con l'ampliamento ottocentesco.